# 아키야마 리나
아키야마 리나(秋山莉奈, あきやまりな, 1985년 9월 26일 - )는 일본 도쿄 출신의 배우이자 그라비아 아이돌, 탤런트이다. 가면라이더 아기토와 가면라이더 덴오 등 두 편의 가면라이더 시리즈에 출연한 것으로 유명하다. 또한 메탈 기어 솔리드 3 : 스네이크 이터에 카메오로도 출연하였다. 2007년 일본에서 가장 엉덩이가 아름다운 여인으로 뽑혀 오시리나(オシリーナ)라는 별명이 붙었다. 오시리나는 ‘오시리(엉덩이)’와 ‘리나’의 합성어이다.

## 출연

### 드라마
- 가면라이더 아기토 (2001년 - 2002년)
- 미토고몬 (2006년)
- 가면라이더 덴오 (2007년)
- 노조미의 방 (2007년)
- 24개의 눈동자 (2007년)
- 시마시마 (2008년)